# قصر بوزملاه
قصر بوزملاه هو قصرٌ (قريةٌ محصنة) في المغرب، يقعُ في منطقة جهة درعة تافيلالت. تبلغ مساحته 0.74 هكتار.